# モー・マネー
『モー・マネー』（原題：Mo' Money）は、1992年制作のアメリカ合衆国のクライム・コメディ映画。デイモン・ウェイアンズ主演・脚本・製作総指揮。

## あらすじ
ジョニーとシーモアはケチな詐欺師の兄弟。ある日、ジョニーはアンバーという女性に一目惚れ、彼女がダイナスティ・クラブというクレジット・カード会社に勤めていることから、そこのメールボーイになる。
しかしその会社は、社長のキースが顧客のカードを不正に使い、データを改ざんする巧妙な手段を用いる悪徳会社だった。アンバーにトムという恋人がいることを知ってショックを受け、他人のクレジット・カードを盗んだジョニーはキースにそれを知られ、不正の片棒を担がされることに。
そのおかげで、ジョニーは豪勢な生活ができるようになり、アンバーの心もつかむことができたが、迷った末に仲間から抜けようと考え始める。しかしその矢先、ジョニーはシーモアが盗んだカードを使ったことで逮捕され、警察のスパイとしてキースの不正を暴くため、潜入させられることに。

## キャスト
- ジョニー・スチュワート：デイモン・ウェイアンズ（吹替：安原義人）
- シーモア・スチュワート：マーロン・ウェイアンズ（吹替：三ツ矢雄二）
- アンバー：ステイシー・ダッシュ（吹替：松井菜桜子）
- ウォルシュ警部：ジョー・サントス（吹替：中庸助）
- キース・ヘディング：ジョン・ディール（吹替：谷口節）
- トム・ディルトン：ハリー・J・レニックス（吹替：戸谷公次）
- クリス・フィールズ：マーク・ベルツマン（吹替：塩屋浩三）
- シャーロット：アルマ・イヴォンヌ（吹替：亀井芳子）
- クラブのドアマン：バーニー・マック
- ロスコー（吹替：ブラザー・コーン（バブルガム・ブラザーズ））
- ジョニーの弁護士（吹替：ブラザー・トム（バブルガム・ブラザーズ））
- イルマ・P・ホール
- サリー・リチャードソン

## サウンドトラック
映画のサウンドトラックはジャム&ルイスが中心的なプロデューサーとして参加し、ルーサー・ヴァンドロスとジャネット・ジャクソンによる「ベスト・シングス・イン・ライフ・アー・フリー」がリード・シングルとしてカットされた。その他にもジョニー・ギルやビッグ・ダディ・ケインが参加。